# 恩銘

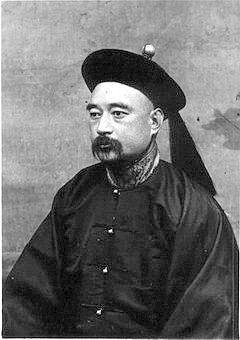
恩銘

恩銘（おんめい、エンミン、満州語：ᡝ᠊ᠨᠮᡞᠩ　転写：enming、? - 1907年）は、清の官僚。光緒新政を推進した。
満州鑲白旗人。1906年、安徽巡撫に就任し、厳復などの人物を大胆に登用した。その政治には見るべきものがあり、安徽陸軍測絵学堂・安徽講武堂・安徽緑営警察学堂・安徽将校研究所の創設など特に教育方面で成果をあげた。その他にも西洋式の軍事教練を行い、騎・歩・砲・工・輜の兵種を設置した。しかし1907年7月6日、革命派の徐錫麟に暗殺された。恩銘が暗殺されたことにより安徽省の新政は頓挫することとなった。